# Rwirikengo
Rwirikengo är ett vattendrag i Burundi.   Det ligger i provinsen Ruyigi, i den centrala delen av landet, 100 kilometer öster om huvudstaden Bujumbura.
I omgivningarna runt Rwirikengo växer huvudsakligen savannskog. Runt Rwirikengo är det ganska tätbefolkat, med 192 invånare per kvadratkilometer.